# Pyjama

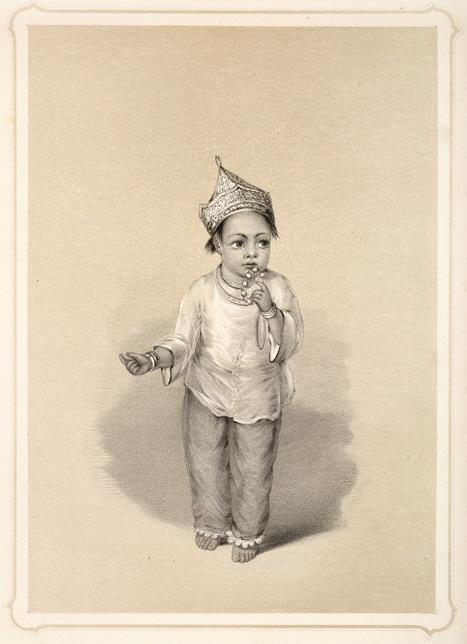
Một cô gái Hồi giáo ở Ấn Độ mặc đồ ngủ (pyjama) và kurti (trang tụng từ Emily Eden Portraits of the Princes and People of India, 1844)

Pyjama, còn được viết và/hoặc gọi là pi-gia-ma, pi-da-ma, bi-da-ma, bi-gia-ma (bắt nguồn từ từ tiếng Pháp pyjama /piʒama/), là một từ mượn dùng để chỉ một loại quần áo ngủ. Từ gốc paijama chỉ loại quần dài nhẹ, rộng, thường kèm theo dải rút ở ngang hông, được mặc ở Nam và Tây Á bởi cả nam và nữ giới. Ở nhiều quốc gia nói tiếng Anh, từ pyjamas dùng để chỉ loại trang phục gồm 2 phần, rộng vừa phải, bắt nguồn từ loại trang phục kể trên và được dùng làm quần áo ngủ, thi thoảng dùng làm trang phục đi dạo, và được mặc bởi cả hai giới.

## Việt Nam
Pyjama thường được dùng để gọi bộ đồ ngủ dành cho nam giới nhiều hơn. Một số phụ nữ Việt Nam còn mặc "đồ bộ" trong sinh hoạt hằng ngày, thậm chí ra ngoài đường phố. Loại trang phục này cũng có thể gọi là pyjama.

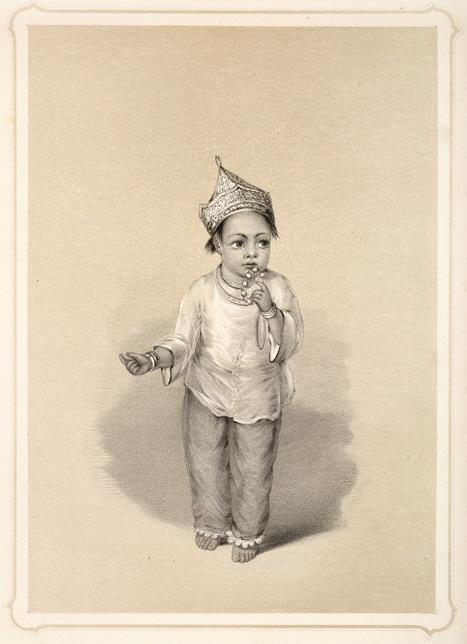
Một bé gái Hồi giáo mặc pyjama và kurta, Ấn Độ 1844.
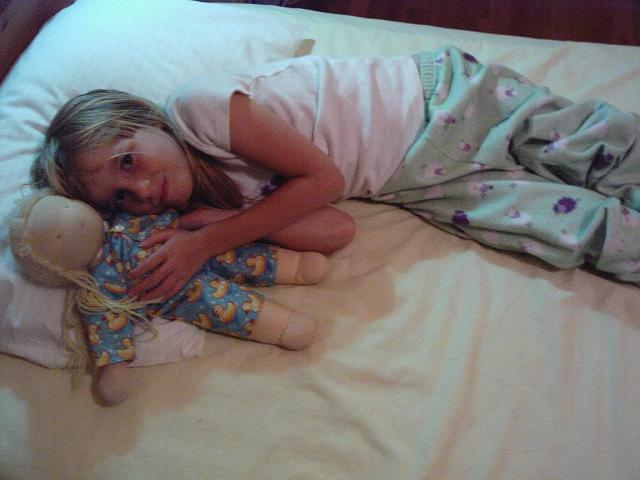
Bé gái mặc pyjama ngắn tay theo kiểu truyền thống.
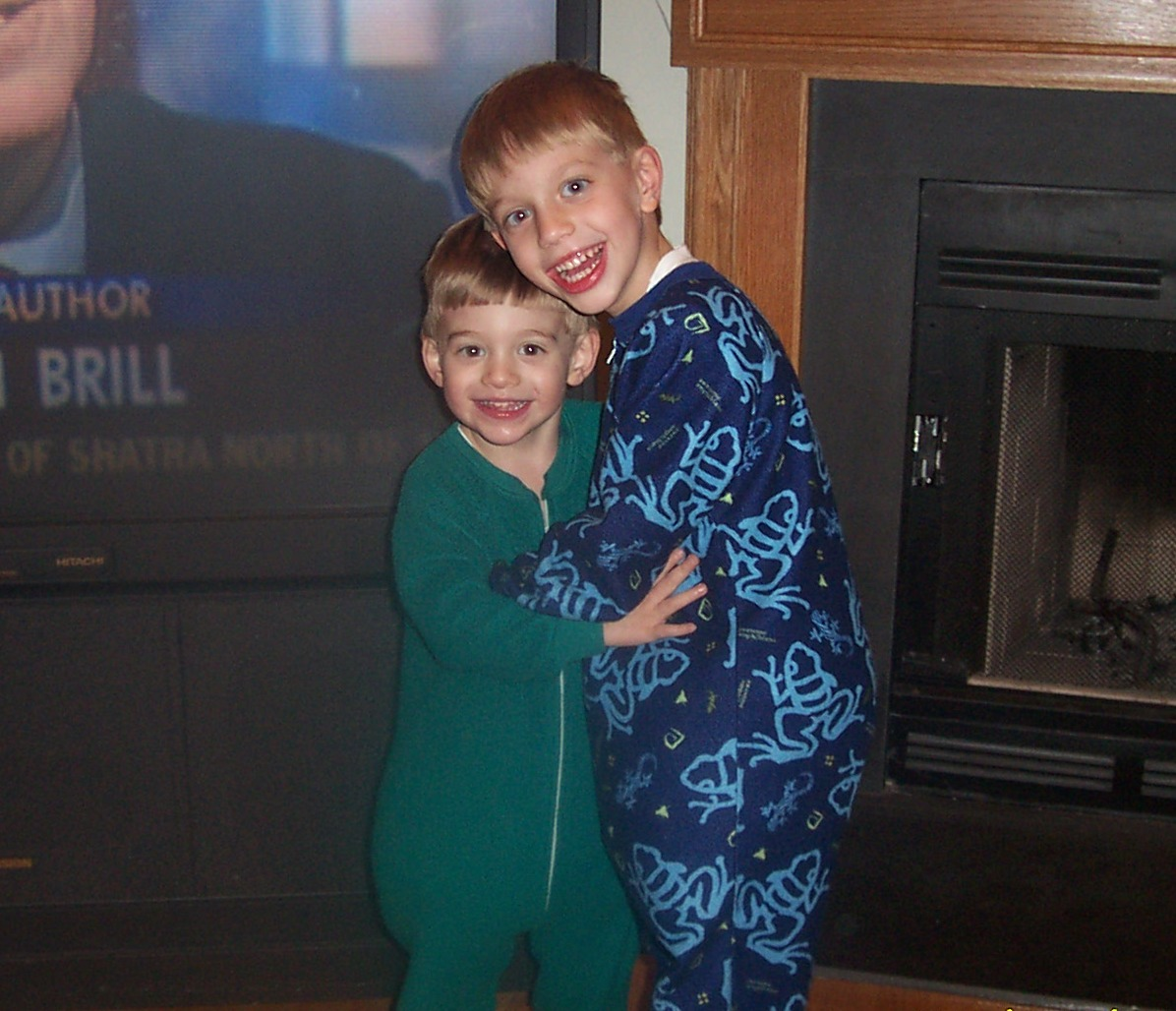
Các bé trai pyjama may bằng vải co giãn.
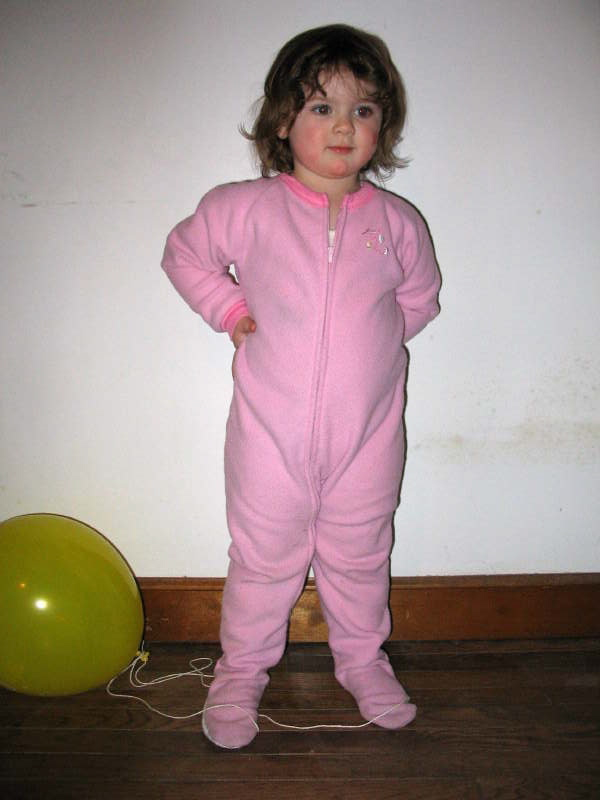
Đứa bé mặc pyjama liền chân.